# Premio Ippocampo
Il premio Ippocampo è un premio assegnato nel corso della manifestazione cinematografica Maremetraggio.Il premio è nato nel 2003.
Viene assegnato alla miglior opera prima, alla miglior attrice e al miglior attore tra i lungometraggi presentati in concorso. 

## Categorie
- Premio Ippocampo alla miglior Opera Prima
- Premio Ippocampo al miglior Attore
- Premio Ippocampo alla miglior Attrice
- Premio Ippocampo al miglior attore o attrice esordiente

### Miglior Opera Prima
| Anno | Film                                                              | Regista             |
| ---- | ----------------------------------------------------------------- | ------------------- |
| 2003 | Emma sono io                                                      | Francesco Falaschi  |
| 2004 | La destinazione                                                   | Piero Sanna         |
| 2005 | Il silenzio dell'allodola                                         | David Ballerini     |
| 2006 | Quando i bambini giocano in cielo (When Children Play in the Sky) | Lorenzo Hendel      |
| 2007 | L'aria salata                                                     | Alessandro Angelini |
| 2008 | Una notte                                                         | Toni D'Angelo       |
| 2009 | Quell'estate                                                      | Guendalina Zampagni |
| 2010 | Due vite per caso                                                 | Alessandro Aronadio |

### Miglior attrice
| Anno | Attrice              | Film                                    |
| ---- | -------------------- | --------------------------------------- |
| 2003 | Giovanna Mezzogiorno | Ilaria Alpi - Il più crudele dei giorni |
| 2004 | Sabrina Impacciatore | Al cuore si comanda                     |
| 2005 | Teresa Saponangelo   | Te lo leggo negli occhi                 |
| 2006 | Maria Pia Calzone    | Mater natura                            |
| 2007 | Lorenza Indovina     | Il segreto di Rahil                     |
| 2008 | Carolina Crescentini | Parlami d'amore                         |
| 2009 | Pia Lanciotti        | L'estate d'inverno                      |
| 2010 | Isabella Ragonese    | Dieci inverni                           |

### Miglior attore
| Anno | Attore             | Film                     |
| ---- | ------------------ | ------------------------ |
| 2003 | Silvio Orlando     | Il posto dell'anima      |
| 2004 | Gianmarco Tognazzi | Io no                    |
| 2004 | Elio Germano       | Liberi                   |
| 2005 | Rolando Ravello    | Ogni volta che te ne vai |
| 2006 | Claudio Bisio      | La cura del gorilla      |
| 2007 | Valerio Mastandrea | Notturno bus             |
| 2008 | Peppino Mazzotta   | La velocità della luce   |
| 2009 | Giuseppe Cederna   | Aspettando il sole       |
| 2010 | Edoardo Leo        | Diciotto anni dopo       |
| 2010 | Marco Bonini       | Diciotto anni dopo       |